# ウメガサソウ
ウメガサソウ（梅笠草、学名：Chimaphila japonica）ははツツジ科ウメガサソウ属の常緑の草状の小低木。
新エングラー体系やクロンキスト体系など、古い分類体系では、ウメガサソウ属はイチヤクソウ科の属とされていた。

## 特徴
地上茎は直立して高さは5-10cmになる。茎は単一かときに分枝する。葉は、ふつう2-3個が茎の節ごとに輪生状に集まってつき、各段の間には鱗片葉が互生してつく。葉は長さ2-3.5cm、幅0.5-1.3cmになる長楕円形または披針形で、先はとがり、縁にはとがった鋸歯があり、短い葉柄がある。
花期は6-7月。茎先に花茎が伸び、花茎に点状の細毛があり、1-3個の卵状楕円形の苞がつく。花はふつう1個、まれに2個つき、はじめやや下向きにつくが、果実として熟すにつれ上向きになる。萼は5裂し、萼裂片は長さ6-7mmになる披針形で、先はややとがり、果時まで残る。花は白色で5個の花弁が離生し、径約1cmの広鐘形になる。雄蕊は10個。子房は球形で花柱がなく、柱頭は平たい円形となる。果実は径6-7mmになる扁球状の蒴果で5室からなり、胞背裂開する。

## 分布と生育環境
日本では、北海道、本州、四国、九州に分布し、やや乾燥した丘陵、海岸、山地の林中に生育する。世界では、樺太、千島列島、朝鮮半島、中国大陸の中部・東北部に分布する。

## 和名の由来
和名ウメガサソウは、梅笠草の意で、花の形がウメ「梅」に似て下向きに咲く様子を「笠」に見立てたことによる。

## ギャラリー
- 花冠は5裂し、雄蕊は10個、柱頭は丸い。
- 茎が分枝し、さらに枝に2個の花をつけたもの（右端）。
- 若い果実。果実は上向きになる。